# Dampiera teres
Dampiera teres är en tvåhjärtbladig växtart som beskrevs av John Lindley. Dampiera teres ingår i släktet Dampiera, och familjen Goodeniaceae. Inga underarter finns listade i Catalogue of Life.